# Anton von Krockow

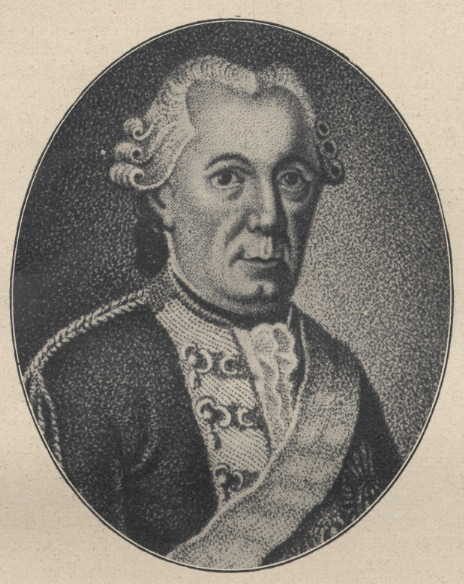
Anton von Krockow

Anton Friedrich von Krockow (* 4. Januar 1714 in Polzin; † 7. September 1778 in Landshut) war ein preußischer Generalleutnant.

## Leben

### Herkunft
Seine Eltern waren der kaiserliche Hauptmann und Erbherr auf Polzin Philipp Reinhold von Krockow und dessen Frau Anna Maria, geborene von Borcke. Sein jüngerer Bruder war der preußische General der Infanterie Döring Wilhelm (1719–1803)

### Militärkarriere
Krockow war seit 1728 zunächst als Gefreiterkorporal im Infanterieregiment „von Holstein“ der Preußischen Armee. Auf Empfehlung des polnischen Königs Stanislaus I. Leszczyński trat er 1735 in französische Dienste über und stieg hier bis zum Oberst der Kavallerie auf. Seine mehrfache Bitte um Wiederanstellung wurde durch König Friedrich II. erst im März 1757 erfüllt. Krockow wurde mit Patent vom 1. Mai 1748 Oberst und Generaladjutant. Nach dem Tod des Generalmajors Christian Friedrich von Blanckensee erhielt Krockow dessen Stelle als Chef des gleichnamigen Dragonerregiments. Während des Siebenjährigen Krieges avancierte er bis April 1760 zum Generalleutnant und nahm an den Schlachten bei Prag, Kolin, Hochkirch, Liegnitz und Torgau teil. Bei Leuthen wurde Krockow verwundet. Am 24. November 1762 schloss er den Waffenstillstand von Wilsdruff.
Im Juni 1769 ernannte ihn der König zum Amtshauptmann von Neuenhagen und Freienwalde. Außerdem schlug er Krockow am 18. Januar 1773 zum Ritter des Schwarzen Adlerordens. Zu Beginn des Bayerischen Erbfolgekrieges marschierte er mit seinem Regiment aus der Garnison und verstarb im Lager des Königs an einem Schlaganfall.

### Familie
Krockow hatte sich mit Auguste Luise Heinriette Freiin von Lüders († 1790) verheiratet. Aus der Ehe gingen folgende Kinder hervor:
- Karl Wilhelm (* 1748), preußischer Fähnrich
- Ludwig Christian Friedrich (* 1749), zuletzt preußischer Leutnant
- Karoline Wilhelmine (* 1752)
- Auguste Christiane Friederike (* 1756) ⚭ Johann Georg von der Marwitz, preußischer Major
- Sophie
- Henriette ⚭ Ernst Vollrath von Kölichen auf Reisicht